# Mikuszowina
Mikuszowina – część miasta Pyskowic położona na zachód od centrum miasta, w rejonie ulicy Mickiewicza.
Do 1984 roku była to część wsi Paczynka (98,76 ha), którą 15 marca 1984 włączono do Pyskowic.